# Chór Mariański

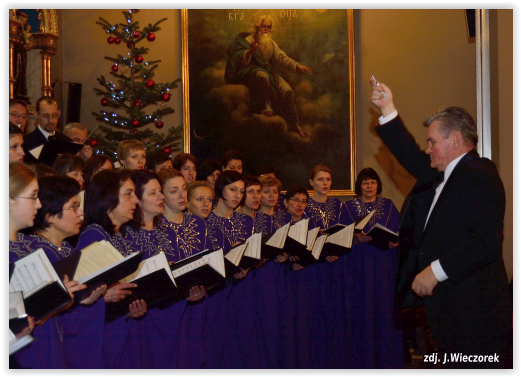
W kościele NMP z Lourdes, kolędowanie 29 stycznia 2012 r., dyr. Jan Rybarski

Chór Mariański działa przy kościele Najświętszej Maryi Panny z Lourdes w Krakowie, prowadzonej przez Księży Misjonarzy. Chór ten został założony w latach 30. XX wieku przez księdza Józefa Orszulika. Już w 1932 roku zdobył I miejsce na Konkursie Chórów w Domu Katolickim (dzisiejszy gmach Filharmonii Krakowskiej).
W 1950 roku został reaktywowany przez ks. Floriana Pieczarę i jego przyjaciół. Śpiewa na mszach, uroczystościach religijnych, państwowych, kulturalnych, konkursach, festiwalach i wspiera różnego rodzaju akcje charytatywne organizowane przez kościół katolicki, stowarzyszenia i administrację publiczną miasta Krakowa.

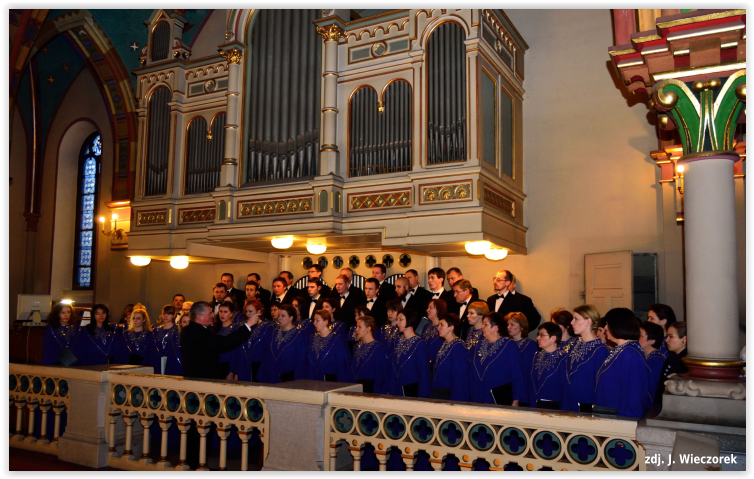
W kościele NMP z Lourdes, 29 stycznia 2012, dyr. Jan Rybarski

Dyrygentem Chóru Mariańskiego był od 1968 do 2018 roku dr Jan Rybarski.

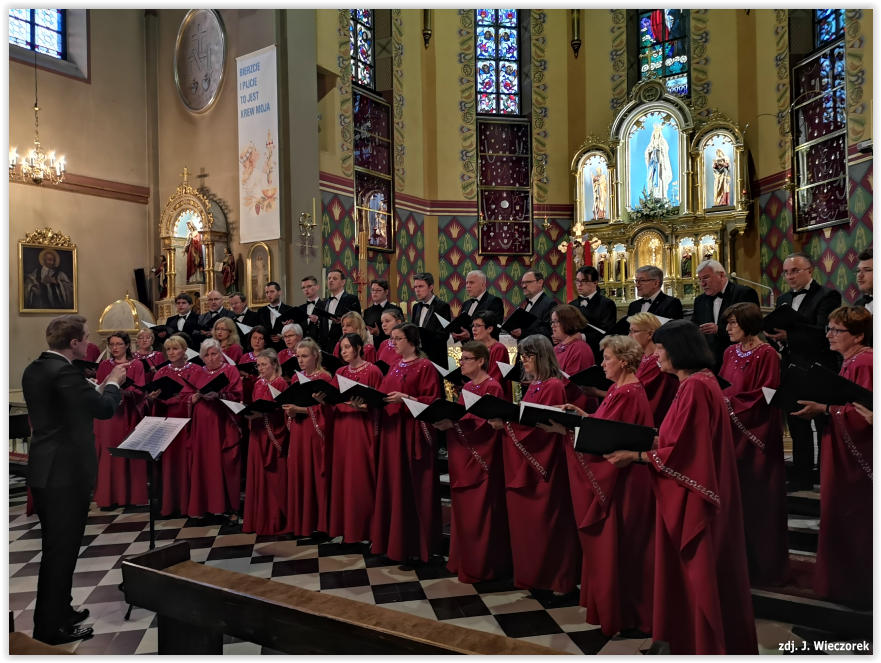
W kościele NMP z Lourdes, 1 czerwca 2019 r., dyr. Marcin Miotelka

Chór zdobywał nagrody nie tylko w Krakowie, ale także m.in. w Strumieniu, Legnicy, Międzyzdrojach, Niepołomicach, Katowicach, Warszawie, a za granicą w Gorizii, Loreto, Koszycach, Ihlawie, Pradze, Mohylewie.
Koncertował w wielu krajach i miastach, m.in. w Nowym Jorku, Paryżu, Lourdes, La Salette czy Brukseli.

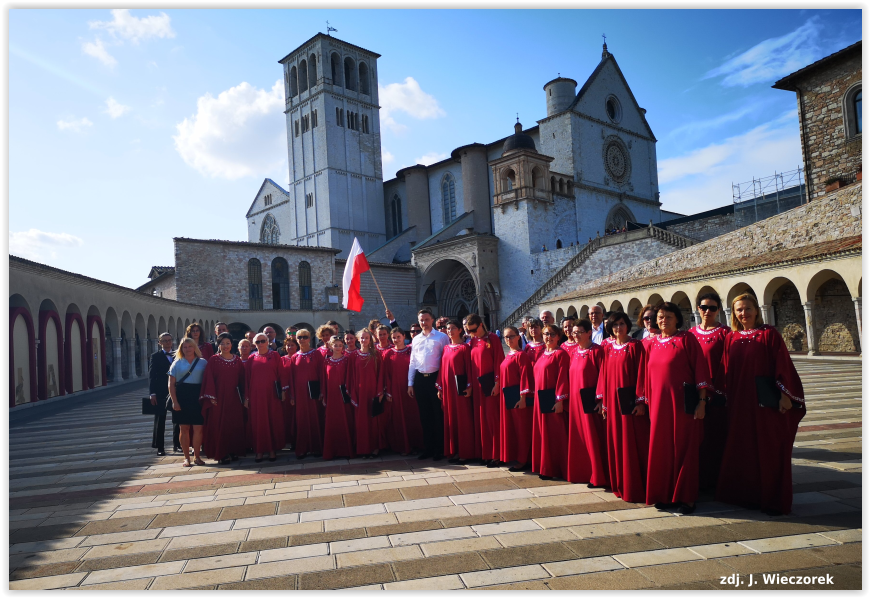
Asyż, 29 lipca 2019 r. z dyr. Marcinem Miotelką

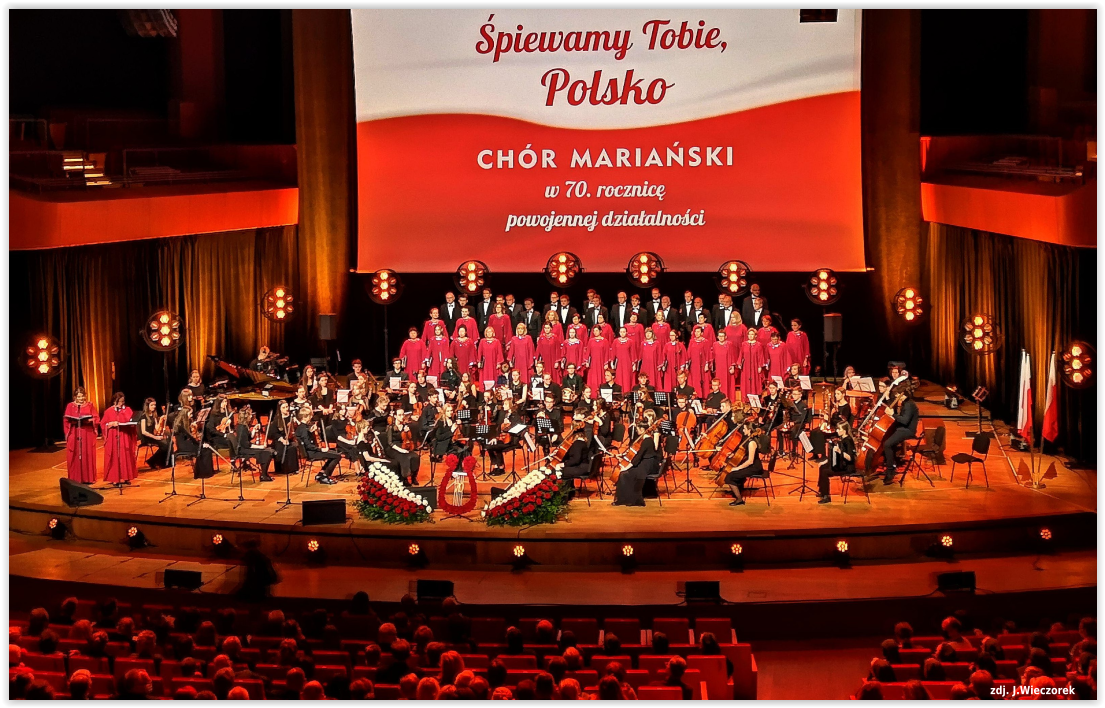
Międzynarodowe Centrum Kongresowe w Krakowie, jubileusz 70-lecia chóru, 23 listopada 2021 r.

## Festiwale i konkursy
Źródło: 
- 2022 – Srebrny Dyplom oraz wyróżnienie w kategorii chórów osób dorosłych w 52 edycji festiwalu LEGNICA CANTAT
- 2022 – Złoty dyplom na IX Międzynarodowym Festiwalu Kolęd i Pastorałek w Rzeszowie
- 2018 – IX Krakowski Międzynarodowy Festiwal Chóralny „Cracovia Cantans” – wyróżnienie
- 2016 – Złoty dyplom na II Warszawskim Festiwalu Pieśni Adwentowej i Bożonarodzeniowej
- 2015 – 6 Krakowski Festiwal Pieśni Adwentowych i Bożonarodzeniowych – I miejsce i Nagroda Anioła dla Dyrygenta Jana Rybarskiego
- 2015 – VI Krakowski Międzynarodowy Festiwal Chóralny „Cracovia Cantans” – I miejsce w kategorii repertuar sakralny
- 2015 – XVI Małopolski Konkurs Chórów – Złota Struna
- 2014 – V Krakowski Międzynarodowy Festiwal Chóralny „Cracovia Cantans” – III miejsce
- 2013 – IV Krakowski Festiwal Pieśni Adwentowych i Bożonarodzeniowych – srebrny dyplom
- 2013 – IV Krakowski Międzynarodowy Festiwal Chóralny „Cracovia Cantans” – wyróżnienie w kategorii chóry mieszane
- 2012 – „Złota Struna” i I miejsce na XIV Małopolskim Konkursie Chórów w Niepołomicach
- 2011 – Krakowski Festiwal Pieśni Adwentowych i Bożonarodzeniowych – II miejsce
- 2011 – II Krakowski Międzynarodowy Festiwal Chóralny 2011 – 3. miejsce w kat. Chór mieszany i 3. miejsce w kat. Pieśń sakralna
- 2010 – II miejsce ex aequo na Krakowskim Międzynarodowym Festiwalu Chóralnym
- 2009 – Srebrne Pasmo i Puchar za interpretację antyfony gregoriańskiej „Puer natus est” na 19. Międzynarodowym Festiwalu Pieśni Adwentowych i Kolęd w Pradze
- 2009 – Medal GLORIAM DEI CANTARE za całokształt dokonań artystycznych przyznany przez Federację CAECILIANUM
- 2008 – Brązowy Medal Cracoviae Merenti z rąk Prezydenta Miasta Krakowa Jacka Majchrowskiego i Przewodniczącej Rady Miasta Krakowa Małgorzaty Radwan-Ballada
- 2008 – Złota Struna na „X Małopolskim Przeglądzie Chórów” w Niepołomicach
- 2006 – Złota Lira na „II Warszawskim Międzynarodowym Festiwalu Chóralnym” w Warszawie
- 2004 – I miejsce na IV Ogólnopolskim Konkursie Chórów Kościelnych „Caecilianum” w Warszawie w 2004 r.
- 2004 – Złote Pasmo na „VI Małopolskim Przeglądzie Chórów” w Niepołomicach w 2004 roku
- 2003 – I nagroda na XI Ogólnopolskim Festiwalu Pieśni Chóralnej „Kolędy i Pastorałki” w Myślenicach
- 2003 – II miejsce na XI Międzynarodowym Konkursie Muzyki Chrześcijańskiej „Mahutny Boża” w Mohylewie na Białorusi
- 2002 – Grand Prix na 4 Małopolskim (XXIV Międzywojewódzkim) Konkursie Chórów w Niepołomicach
- 2002 – Wyrazy uznania dla Chóru Mariańskiego i dyrygenta Jana Rybarskiego za wysoki poziom wykonawczy na Festiwalu w Piliscsaba koło Budapesztu (Węgry)
- 2002 – Uzyskanie nagrody Srebrne pasmo na XII. Międzynarodowym konkursie Muzyki Adwentowej i Bożonarodzeniowej w Pradze
- 2001 – I nagroda na I Ogólnopolskim Konkursie Chórów Kościelnych „Caecilianum” w Warszawie w 2001 roku - ufundowana przez Ks. Kardynała Józefa Glempa oraz nagrodę Marszałka Sejmu RP Macieja Płażyńskiego
- 2000 – Udział w koncertach towarzyszących uroczystościom Parady Pułaskiego w Nowym Jorku
- 2000 – I nagroda na IX na Ogólnopolskim Festiwalu Pieśni Chóralnej „Kolędy i Pastorałki” w Myślenicach
- 2000 – Grand Prix w XXII Międzywojewódzkim Konkursie Chórów Amatorskich w Krakowie
- 2000 – Grand Prix - Puchar Prezydenta RP oraz nagroda Ministra Kultury i Dziedzictwa Narodowego na Ogólnopolskim Festiwalu Pieśni Chóralnej w Katowicach oraz Dyplom dla najlepszego Dyrygenta – nagroda Prezydenta Katowic
- 1999 – I nagroda na VIII Ogólnopolskim Festiwalu Pieśni Chóralnej „Kolędy i Pastorałki” w Myślenicach
- 1998 – Grand Prix w VII Ogólnopolskim Festiwalu Pieśni Chóralnej „Kolędy i Pastorałki” w Myślenicach
- 1998 – I nagroda w kategorii chórów jednorodnych dla Chóru Żeńskiego „Dzieci Marii”
- 1998 – III nagroda w kategorii chórów jednorodnych dla Chóru Męskiego „Sodalicja Męska”
- 1998 – Grand Prix w XX Międzywojewódzkim Konkursie Chórów Amatorskich
- 1997 – Grand Prix w XIX Międzywojewódzkim Konkursie Chórów Amatorskich
- 1996 – I miejsce w XVIII Międzywojewódzkim Konkursie Chórów Amatorskich
- 1996 – Nagroda za wykonanie utworu Miserere Józefa Świdra w XXVII Ogólnopolskim Turnieju Chórów Amatorskich „Legnica Cantat 96”
- 1996 – Złoty Medal – nagroda Ministra Kultury I Sztuki na Ogólnopolskim Festiwalu Pieśni Chóralnej w Katowicach
- 1995 – Wyróżnienie I nagroda Ministra Kultury I Sztuki w XXVI ogólnopolskim Turnieju Chórów Amatorskich „Legnica Cantat 95”
- 1995 – I miejsce w Telewizyjnym Turnieju Kolęd
- 1994 – I miejsce w XVI Międzywojewódzkim Konkursie Chórów Amatorskich
- 1993 – I miejsce w XV Międzywojewódzkim Konkursie Chórów Amatorskich w Krakowie
- 1993 – I miejsce w Kategorii chórów jednorodnych Chór Żeński (Dzieci Maryi)
- 1993 – II miejsce w Kategorii chórów jednorodnych Chór Męski (Sodalicja)
- 1992 – I miejsce w XIV Międzywojewódzkim Konkursie Chórów Amatorskich w Krakowie
- 1992 – I miejsce na II Myślenickim Festiwalu Muzyki Chóralnej „Boże Narodzenie 92"
- 1992 – III miejsce w konkursie ,,Ojcu Świętemu Polska światu dała"
- 1990 – I miejsce w XII Międzywojewódzkim Konkursie Chórów Amatorskich w Krakowie
- 1989 – I miejsce w XI Międzywojewódzkim Konkursie Chórów Amatorskich w Krakowie
- 1988 – II miejsce w IX Międzywojewódzkim Konkursie Chórów Amatorskich w Krakowie
- 1986 – I miejsce w VIII Międzywojewódzkim Konkursie Chórów Amatorskich w Krakowie
- 1986 – Udział w Festiwalu Folklorystycznym w Ansbach (Niemcy)
- 1985 – I miejsce w VII Międzywojewódzkim Konkursie Chórów Amatorskich w Krakowie
- 1985 – Udział w XX Międzynarodowym Festiwalu Pieśni Chóralnej w Międzyzdrojach
- 1985 – Udział w Międzynarodowym Festiwalu Pieśni Chóralnej w Gorizzi (Włochy)
- 1985 – Złoty Medal I miejsce na X Festiwalu Polskiej Pieśni Chóralnej w Katowicach
- 1984 – I miejsce w VI Międzywojewódzkim Konkursie Chórów Amatorskich w Krakowie
- 1984 – Udział w Międzynarodowym Festiwalu Pieśni Religijnej w Loreto (Włochy)
- 1984 – Puchar Zarządu Głównego Polskiego Związku Chórów i Orkiestr na IX Festiwalu Polskiej Pieśni Chóralnej w Katowicach
- 1983 – I miejsce w V Międzywojewódzkim Konkursie Chórów Amatorskich w Krakowie
- 1983 – Puchar za najlepszy debiut w XV Ogólnopolskim Turnieju Chórów Amatorskich w Legnicy
- 1983 – Nagroda Towarzystwa Miłośników Międzyzdrojów na XVII Międzynarodowym Festiwalu Pieśni Chóralnej w Międzyzdrojach
- 1983 – I miejsce w eliminacjach do VIII Ogólnopolskiego Festiwalu Pieśni Chóralnej w Filharmonii Krakowskiej
- 1982 – I miejsce w IV Międzywojewódzkim Konkursie Chórów Amatorskich w Krakowie
- 1981 – I miejsce w III Międzywojewódzkim Konkursie Chórów Amatorskich w Krakowie
- 1980 – I miejsce w II Konkursie Chórów Polski Południowej w Strumienicach
- 1980 – II miejsce w II Międzywojewódzkim Konkursie Chórów Amatorskich w Krakowie
- 1934 – I miejsce na Konkursie Chórów Kościelnych zorganizowanym przez Kurię Metropolitalną w Krakowie (Dom Katolicki, dzisiejsza Filharmonia Krakowska)

## Dyrygenci chóru
- dr Jan Rybarski (1968–2018)
- Marcin Miotelka (2019–2023)
- Tomasz Ślusarczyk (od 2023)